# Лаодіка I
Лаодіка I (Λαοδίκη; д/н — до 236 до н. е.) — цариця, перша дружина Антіоха II, царя Держави Селевкідів.

## Життєпис
Походила з династії Селевкідів. Донька Ахея Старшого, сина царя Селевка I. Про дату народження та дитинство відсутні відомості. До 266 року до н. е. вийшла заміж за свого стриєчного брата Антіоха. В цьому шлюбі народилося 5 дітей.
У 261 році до н. е. після смерті царя Антіоха I чоловік Лаодіки став новим володарем Селевкідської держави.
252 року до н. е. за умовами миру, що завершив Другу Сирійську війну Антіох II був вимушений розлучитись з Лаодікою I. З метою компенсувати втрату статусу цариці, за символічну ціну їй продали великі маєтності в Карії, Лідії, Іонії та Геллеспонті, що були звільнені від податків (стела з договором про це була поставлено в святилищі о. Самофракія), а також разом з дітьми отримала в подарунах земельні володіння в Вавилонії.
Лаодіка I перебралася до Ефесу, де колись мешкала. У 246 році до н. е., після смерті свого тестя Птолемея II, царя Єгипту, до Лаодіки перебрався Антіох II, що залишив свою дружину Береніку. Невдовзі оголосив сина від Лаодіки — Селевка — спадкоємцем трону.
За цим Лаодіка отруїла свого колишнього чоловіка, домоглася отриманню трону сином Селевком. Водночас наказала вбити дружину Антіоха II — Береніку та її сина Антіоха. Це спричинило початок Третьої Сирійської війни. Наприкінці того року внаслідок конфлікту Лаодіки із стратегом Софроном, той допоміг військам єгипетського царя Птолемея III захопити Ефес.
У 244 році підтримала молодшого сина Антіоха проти іншого — царя Селевка II. Під час цієї боротьби близько 236 року до н. е. потрапила у полон до підвладних Птолемею III намісник в Малій Азії. За наказом єгипетського царя Лаодіку було страчено.